# Saunders Valkyrie
Saunders A.3 Valkyrie là một loại tàu bay hai tầng cánh 3 động cơ của Anh.

## Tính năng kỹ chiến thuật
Dữ liệu lấy từ London 1988, tr. 70
Đặc điểm tổng quát
- Kíp lái: 5
- Chiều dài: 65 ft 6 in (19.96 m)
- Sải cánh: 97 ft 0 in (29.57 m)
- Chiều cao: 18 ft 5.5 in (5.63 m)
- Diện tích cánh: 1,967.5 ft2 (182.8 m2)
- Trọng lượng rỗng: 17.851 lb (8.097 kg)
- Trọng lượng có tải: 26.600 lb (12.066 kg)
- Động cơ: 3 × Rolls-Royce Condor IIIA, 680 hp (505 kW) mỗi chiếc

Hiệu suất bay
- Vận tốc cực đại: 119 mph (192 km/h)
- Vận tốc hành trình: 95 mph (153 km/h)
- Thời gian bay: 9,33 giờ
- Trần bay: 9.600 ft (2.926 m)
- Vận tốc lên cao: ban đầu 585 ft/min (2,97 m/s)

Vũ khí trang bị
- 3× súng máy Lewis 0.303 in (7,7 mm)
- 2× quả bom 520 lb (234 kg) hoặc bom 550 lb (250 kg)